# Syrnica
Syrnica (bułg Сърница) – miasto w południowej Bułgarii, w obwodzie Pazardżik, w gminie Welingrad.
Syrnica znajduje się w górzystym terenie w Rodopach. Syrnica otrzymała swoją nazwę w 1937 roku ze względu na liczne stada saren, (syrna w języku bułgarskim znaczy sarna), które pasą się na łąkach na peryferiach miasta. W większości mieszka tu ludność muzułmańska.